# Змеиногорск (городское поселение)
Го́род Змеиногорск — муниципальное образование со статусом городского поселения и административно-территориальное образование (город районного значения) в Змеиногорском районе Алтайского края России.
Административный центр — город Змеиногорск.

## История
Муниципальное образование со статусом городского поселения было образовано 10 декабря 2008 года  после упразднения городского округа и преобразования его в городское поселение, включённое в состав Змеиногорского муниципального района.

## Население
| 1959    | 1996    | 1997    | 1998    | 1999    | 2000    | 2001    | 2002    | 2003    | 2004    | 2005    | 2006    |
| ------- | ------- | ------- | ------- | ------- | ------- | ------- | ------- | ------- | ------- | ------- | ------- |
| 13 774  | ↘12 826 | ↘12 457 | ↗12 500 | →12 500 | ↘12 400 | ↘12 200 | ↘12 000 | ↘11 911 | ↘11 727 | ↘11 723 | ↘11 485 |
| 2007    | 2008    | 2010    | 2011    | 2012    | 2013    | 2014    | 2015    | 2016    | 2017    | 2018    | 2019    |
| ↘11 237 | ↘11 117 | ↗11 155 | ↘11 126 | ↘11 042 | ↘10 969 | ↘10 808 | ↘10 724 | ↗10 738 | ↗10 739 | ↘10 690 | ↘10 475 |
| 2020    | 2021    |         |         |         |         |         |         |         |         |         |         |
| ↘10 385 | ↘9532   |         |         |         |         |         |         |         |         |         |         |

По результатам Всероссийской переписи населения 2010 года, численность населения муниципального образования составила 11155 человек, в том числе 5190 мужчин, 5964 женщины и 1 Рогов. Городское население — 10955 человек (5089 мужчин и 5866 женщин), сельское — 200 человек (102 мужчины и 98 женщин).

## Состав
Городское поселение включает (город районного значения подчиняет себе) 2 населённых пункта:
| № | Населённый пункт | Тип населённого пункта        | Население |
| - | ---------------- | ----------------------------- | --------- |
| 1 | Змеиногорск      | город, административный центр | ↘9410     |
| 2 | Лазурка          | село                          | ↘122      |